# Fénis
Fénis (arpità Fenis) és un municipi italià, situat a la regió de Vall d'Aosta. L'any 2007 tenia 1.694 habitants. Limita amb els municipis de Chambave, Champdepraz, Champorcher, Cogne, Nus, Saint-Marcel i Verrayes.

## Administració

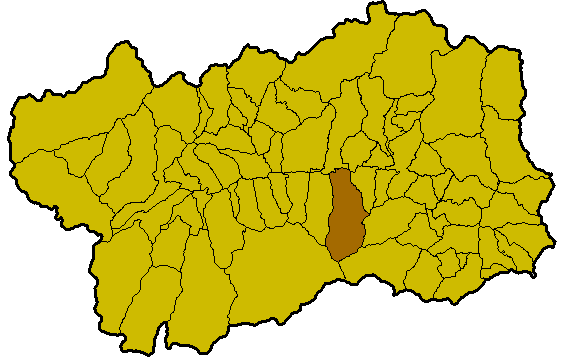
Situació de Fénis a la Vall

| Període | Identitat       | Partit        |
| ------- | --------------- | ------------- |
| 2005-   | Giuseppe Cerise | Llista Cívica |